# برنامه رنگارنگ

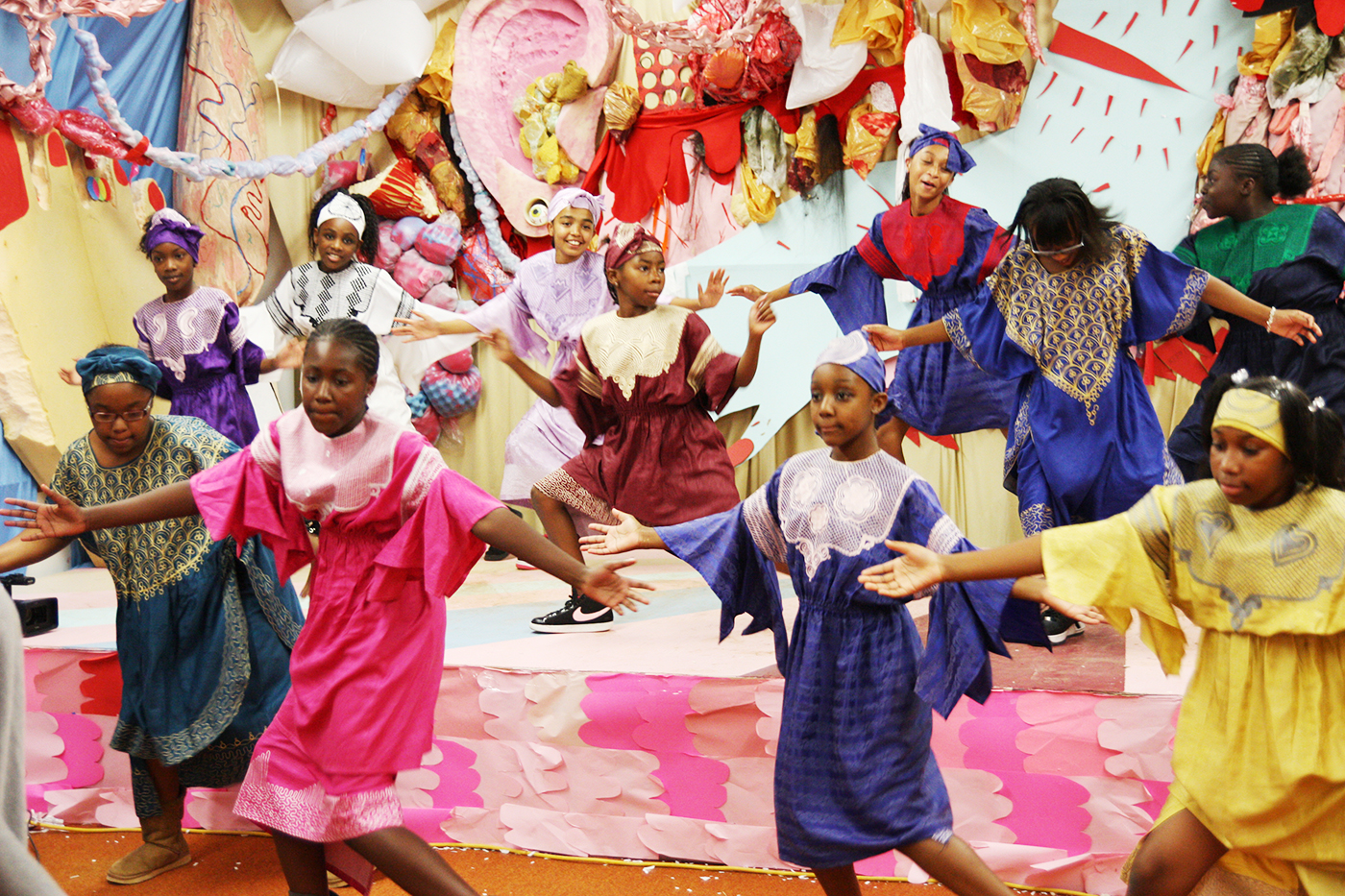
برنامهٔ رنگارنگ به برنامه‌های نمایشی یا برنامه‌های شنیداری سرگرم‌کننده‌ای گفته می‌شود که در تلویزیون، رادیو یا تالارهای نمایش اجرا می‌شوند و دربردارندهٔ قطعه‌های کوتاه کمدی، پیش‌پرده‌خوانی، ترانه‌خوانی، موسیقی، تردستی و مانند اینهاست.

برنامهٔ رنگارنگ یا نمایش چندگانه (به انگلیسی: Variety show) به برنامه‌های نمایشی یا برنامه‌های سرگرم‌کننده‌ای گفته می‌شود که در تلویزیون، رادیو یا تالارهای نمایش اجرا می‌شوند و دربردارندهٔ قطعه‌های کوتاه کمدی، پیش‌پرده‌خوانی، ترانه‌خوانی، موسیقی، تردستی و مانند اینهاست.
اصطلاح برنامهٔ رنگارنگ برابر تصویب شدهٔ فرهنگستان برای اصطلاح انگلیسی variety show یا variety programs یا اصطلاح فرانسوی variétés است. پیشتر در فارسی به چنین برنامه‌هایی جُنگ هم می‌گفتند.
شروع آن در جوامع انگلیسی زبان از دوره ملکه ویکتوریا بوده و تا دوران ظهور رادیو و تلویزیون و پس از آن ادامه یافته‌است.

## برنامه رنگارنگ ایران
- جلال مقامی در دهه شصت در صدا و سیمای جمهوری اسلامی اجرای این برنامه را با نام دیدنی‌ها بر عهده داشته‌است.